# Pithiviers
Pithiviers là một xã trong tỉnh Loiret, thuộc vùng hành chính Centre-Val de Loire của nước Pháp, có dân số là 9242 người (thời điểm 1999). Xã nằm khoảng 80 km về phía nam của Paris.

## Những người con của thành phố
- Lubin Baugin, họa sĩ
- Steve Marlet, cầu thủ bóng đá
- Siméon Denis Poisson, nhà toán học